# Meriania grandiflora
Meriania grandiflora là một loài thực vật có hoa trong họ Mua. Loài này được (Standl.) Almeda mô tả khoa học đầu tiên năm 1993.